# Leon Pringels
Leon Pringels (Schaarbeek, 26 juli 1901 – Oudergem, 23 juni 1992) was Belgisch kunstschilder.
Hij volgde zijn opleiding aan de Tekenacademie van Sint-Jans-Molenbeek (1911-1912) en aan het Hoger Instituut Sint-Lucas te Schaarbeek (1914-1915). Ook kreeg hij les van beeldhouwer Victor Rousseau.
Vanaf 1930 was hij leraar tekenen en schilderen aan de Academie voor Schone Kunsten te Sint-Gillis.
Pringels had een atelier te Elsene, en ging vaak op vakantie bij vrienden in Belgisch Limburg, waar hij een atelier in Stevoort had. Hij schilderde in figuratieve stijl, neigend naar impressionisme: landschappen, bloemstukken, en religieuze taferelen welke zich in diverse kerken in Vlaanderen en Wallonië bevinden. Ook in het Kasteel Terlaemen bevinden zich wandschilderingen van zijn hand. Portretten schilderde hij ook, maar dit meer om den brode. Naast kunstschilder was hij beeldhouwer en keramist.
Hij nam deel aan diverse tentoonstellingen, ook in het buitenland, terwijl er ter ere van zijn werk ook diverse overzichtstentoonstellingen werden gehouden.